# El noi de la mare

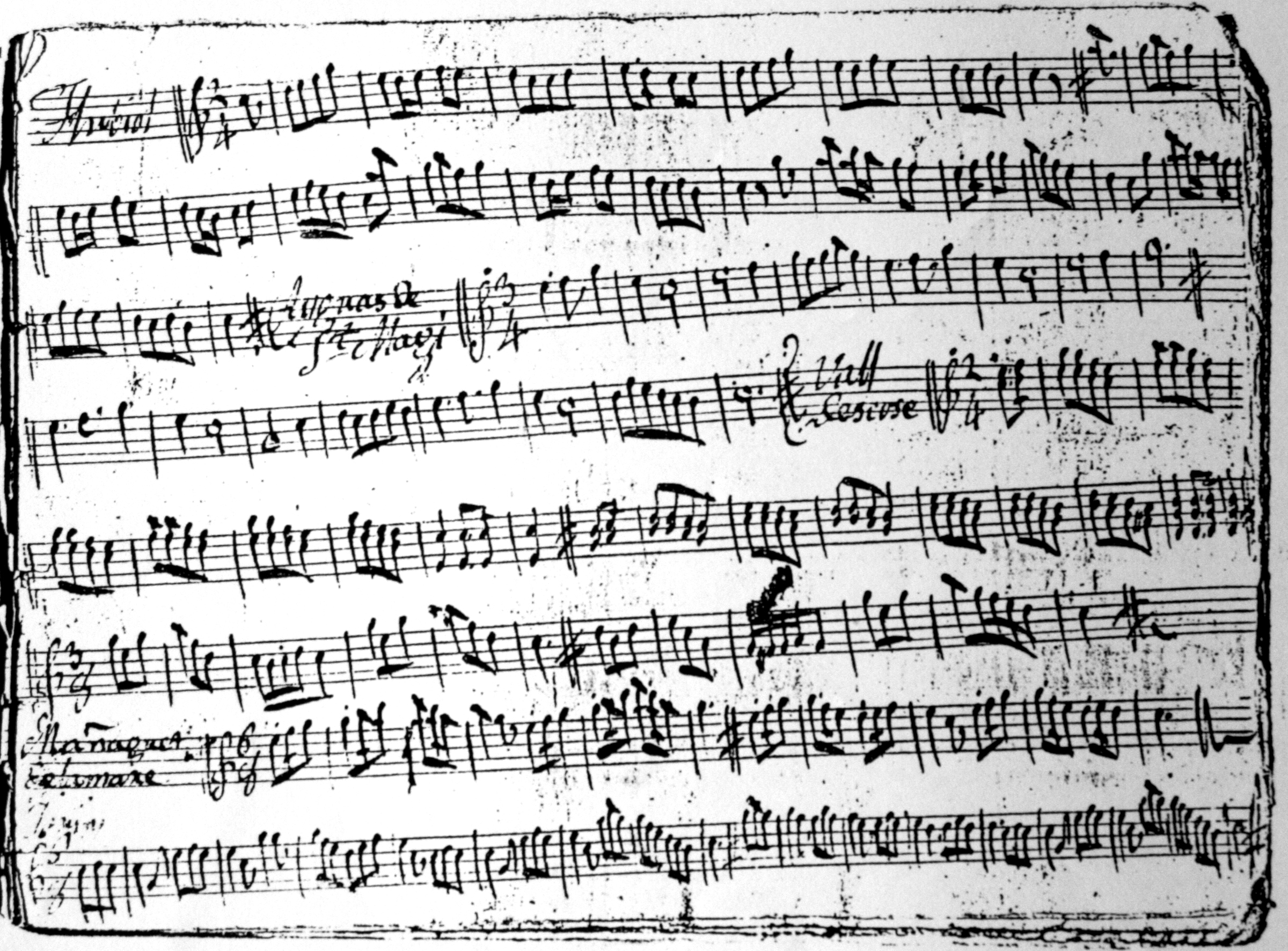
Partitura del villancico El noi de la mare en un cuaderno de variaciones de órgano de c. 1820 conservado en el archivo de la Seo de Lérida. La canción aparece (en la parte inferior de la página) con el título Mañaguet de la mare

El noi de la mare es un villancico o canción tradicional catalana de Navidad y también una canción de cuna. De autor anónimo y origen incierto, de la cual se han hecho y se conservan varias versiones. Así, se conserva una versión de 1866 recogida por Francesc Pelagi Briz y Cándido Candi y Casanovas en Cançons de la terra (1866-1884), una incluida en Chantics de Jacinto Verdaguer, y otra publicada por la Biblioteca Popular de L' Avenç de 1909.

## Estructura
Según Josep Romeu y Figueras existen dos versiones, una más breve y otra de más larga y banalizada.
La canción está redactada en decasílabos anapésticos muy marcados a la primera, la cuarta, la séptima y la décima sílaba, remarcando el ritmo con intensidad, y los versos son de carácter paralelístico cada dos versos.

## Historia
Se desconoce con exactitud la fecha de creación de la canción. No hay suficientes referencias. Pero es probable que tenga su origen en el siglo XVIII o XIX. Se cree que esta canción originalmente era una canción de cuna o infantil y, sin ser navideña ni religiosa, actualmente es un villancico al acabar formando parte del repertorio de Navidad. Algunos autores han encontrado puntos de contacto entre esta canción catalana y alguna muiñeira gallega. Incluso hay quién piensa que se trata de la misma canción. Otros piensan que se trata de la misma melodía, con letras muy parecidas, aunque con diferentes idiomas y que se canta no solamente en Galicia, sino también en otras regiones de España.
Durante la historia reciente se han hecho muchas adaptaciones y arreglos de la popular canción. Raquel Meller, por ejemplo, habiendo vivido buena parte de su vida en Barcelona, grabó varias canciones en catalán entre las cuales la más emotiva es la adaptación de la canción popular El noi de la mare que escribieron Cándida Pérez y Martínez y Sants Albiesa, y Raquel grabó en París en 1926. Famosos son los arreglos de esta canción para guitarra de Miquel Llobet. Este, además de influir en artistas catalanes cómo Emili Pujol, trasladó a Europa y a los Estados Unidos el conocimiento de la canción popular catalana. En Argentina a pesar de no ser costumbre cantar villancicos, esta canción de cuna y de Navidad es una nana muy popular, traducción del original catalán con letra castellana. Es probable que hubiera sido traída a Argentina por  emigrantes catalanes. La música aparece íntegramente en la introducción de "Captains Courageous" (1937) en arreglo de Gus Kahn and Franz Waxman. A Mercader, el asesino de Trotski, lo identificó como catalán un carcelero que le oyó tararear la canción.

## Letra
| Catalán | Castellano |
| --- | --- |
| Què li darem, a n'el Noi de la Mare? Què li darem, que li sàpiga bo? Panses i figues i nous i olives Panses i figues i mel i mató. Què li darem, al Fillet de Maria Què li darem a l'hermós Infantó Li darem panses amb unes balances li darem figues amb un paneró. Tam patatam que les figues son verdes, tam patatam que ja maduraran Si no maduren el dia de Pasqua Madurarán el dia de Rams | ¿Qué le daremos al chico de la madre? ¿Que le daremos que le guste? pasas, higos, nueces y aceitunas, pasas, higos, miel y requesón. ¿Que le daremos al hijito de María? ¿Que le daremos al hermoso infante? le daremos pasas con unas balanzas, le daremos higos con un cestito. Tam patatam que los higos están verdes tam patatam que ya madurarán Si no maduran el día de Pascua Madurarán el dia de Ramos |